# Tjaard (voornaam)
Tjaard is een jongensvoornaam van Friese herkomst. De betekenis van de naam is 'beschermer van het volk'.

## Varianten en afgeleiden
Onder andere de volgende namen zijn varianten of afgeleiden van Tjaard:

### Jongens
Tseard, Tjeerd, Tjardo, Taggart, Tjeert, Tjaart, Tsjeard

### Meisjes
Tjarda, Tjarlie

### Overige
Tjarlie, Tjardina, Teard, Teardsje, Teartke, Teartske, Teerd, Teerde, Teertse, Tiaard, Tiard, Tjaarde, Tjaardina, Tjard, Tjarde, Tjardine, Tjardus, Tjare, Tjarsine, Tjeard, Tjeerdina, Tjeerdje, Tjeerdo, Tjeertine, Tsjaerd, Tsjaerdke, Tsjeardtsje, Tsjears, Tsjerd, Tsjerdtsje,